# Mythenteles wadimurri
Mythenteles wadimurri är en tvåvingeart som beskrevs av Neal L. Evenhuis 2003. Mythenteles wadimurri ingår i släktet Mythenteles och familjen svävflugor.
Artens utbredningsområde är Israel. Inga underarter finns listade i Catalogue of Life.